# Ремезов, Александр Иванович
Александр Иванович Ремезов (1940, с. Саратов, РСФСР — 2 марта 2007, Бишкек, Кыргызстан) — советский и российский тренер по вольной борьбе, заслуженный тренер СССР.

## Биография
Родился в крестьянской семье.
В детстве семья переехала из Поволжья в Киргизскую ССР, в г. Токмак. Занимался легкой атлетикой, затем увлекся борьбой, на чемпионатах Вооруженных сил всегда завоевывал самые высокие места.
В 1969 г. окончил Киргизский государственный институт физической культуры, тренерскую деятельность начал в спортивном обществе «Алга», затем перешел в Республиканскую детско-юношескую школу по вольной борьбе при Министерстве образования Киргизской ССР. Он первый из тренеров всего бывшего Советского Союза ввел двухразовые тренировки, а затем и шестидневку.
Подготовил многих известных борцов. Среди них Владимир Соколов, который первым в истории киргизского спорта стал чемпионом мира среди молодежи по вольной борьбе в Токио (1971), Александр Мишуров, Шамиль Рахматулин, бронзовый призёр чемпионата мира в Будапеште (1996) Валерий Верхушин, Михаил Кастопуло, чемпион СНГ Айбек Азырболов.
Похоронен на Юго-Западном кладбище Бишкека.

## Награды и звания
- Заслуженный тренер СССР.
- Заслуженный тренер Киргизской ССР.
- Грамота Кыргызской Республики (1993)[1].